# Georges Peyrou
Pour les articles homonymes, voir Peyrou.
Georges Peyrou, né le 31 août 1925 à Paris et mort le 12 avril 2017 à Issy-les-Moulineaux, est un comédien français, metteur en scène et réalisateur de « dramatiques » radiophoniques.
Il réalisa des dramatiques pendant plus de 36 ans pour France Culture (1962-1999).

## Biographie
Georges Peyrou naît à Paris en 1925 dans une famille ouvrière : père chauffeur-livreur et mère ouvrière en usine.   Il s’engage jeune dans divers emplois et suit des cours du soir. Quand la Seconde Guerre mondiale éclate, il entreprend une série de tournées en France, ses parents l'encourageant et le soutenant autant que possible matériellement.
Fondateur, metteur en scène et comédien au "Théâtre de plein air de Paris, jardins des Tuileries" de 1957 à 1962.
Comédien, metteur en scène de théâtre, réalisateur à France Culture de 1962 à 1999, il crée notamment Concert dans un œuf de Fernando Arrabal, India Song de Marguerite Duras, réalise les œuvres de plusieurs auteurs contemporains dont Antonin Artaud, Dubillard, Boris Vian, Gombrowicz, Witkiewicz, Thomas Bernard, Jacques Lacarrière (Trilogie Sophocléenne), Carlos Fuentes, Karol Wojtyla, mais aussi classiques Laurence Sterne, Shakespeare, Molière, Racine, Casanova, Boccace, Tchékhov, Victor Hugo, etc.

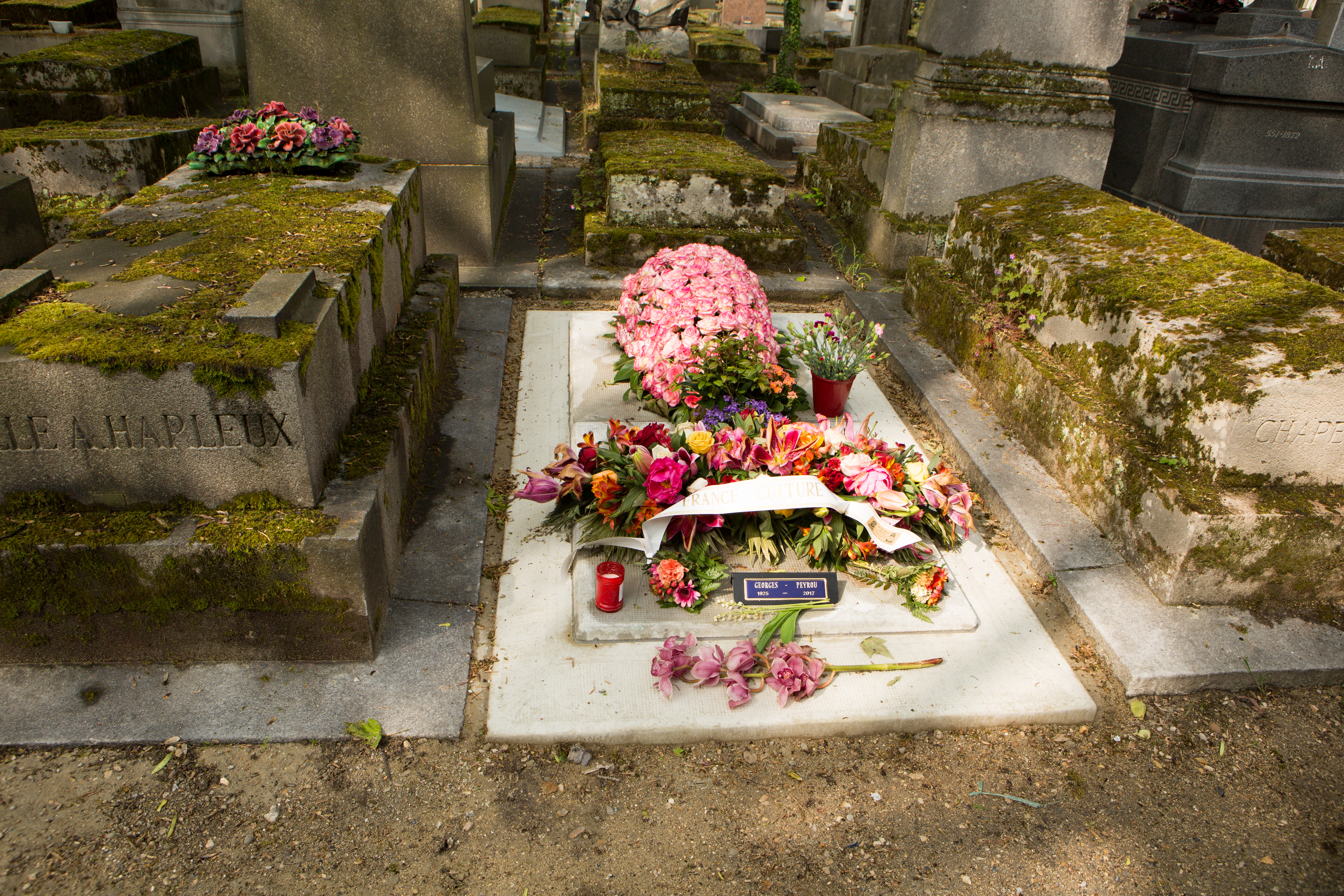
Tombe de Georges Peyrou au cimetière du Père-Lachaise (division 44).

Il interviewe à la Radio de nombreux écrivains pour le cycle Un Livre des Voix : Samuel Beckett, Céline, Umberto Eco, Romain Gary, Roger Grenier, Alberto Moravia, Soljenitsyne…
Prix Italia 1969, directeur de stage de formation de nombreux réalisateurs, Officier des Arts et des Lettres.
Georges Peyrou meurt le 12 avril 2017 à Issy-les-Moulineaux et est inhumé au cimetière du Père-Lachaise (44e division).

## Théâtre de plein air de Paris, jardin des Tuileries (1957 à 1962)
Le Théâtre de plein air de Paris fut fondé en 1957 par France Daubrey, Pierre et Georges Peyrou, grâce à la bienveillance des directions de l'Architecture et des Arts et Lettres du Ministère de l'Éducation Nationale ainsi qu'aux encouragements du Comité Officiel des Fêtes de Paris.
La fondation de ce théâtre de plein air a permis la création d'une troupe homogène qui hors la saison de juin à septembre au jardin des Tuileries, d'octobre à mai produisait des spectacles en province et à l'étranger.

## Théâtre

### Metteur en scène
- 1962 : Architruc de Robert Pinget, Comédie de Paris, avec Lucien Raimbourg
- 1962 : David de Jacques Singlair
- 1966 : Concert dans un œuf de Fernando Arrabal
- 1971 : Météo de Serge Béhar
- 1971 : Le Jeu de Robin et Marion d'après Adam de la Halle
- 1972 : Droits d'asile de Yan Balinec
- 1975 : Intime Conviction de Claude Broussouloux

### Réalisation radiophonique
- 1974 : India Song de Marguerite Duras, atelier de création radiophonique[7] France Culture. Diffusé le 12 novembre 1974.
- 1975 : L'âne qui joue de la lyre[8] de Koukou Chanska, France-Culture, Première diffusion : Radiodiffusion française, France-Culture le 18.12.1975 et reprise le 17.5.1979
- 1977 : Le Bonheur pour tous de Claude Broussouloux
- 1978 : La vie rêvée de W.B de Claude Broussouloux
- 1985 : Savannah Bay (version allemande) de Marguerite Duras, Hörspiel SFB/DRS, avec Elisabeth Bergner, Jutta Lampe. Diffusé le 26 octobre 1985.
- 1997 : Sophocle : Œdipe-roi, Œdipe à Colone, Antigone, d'après la traduction de Jacques Lacarrière, CD audio France Culture.